# Црква брвнара у Брестовцу
Црква брвнара у Брестовцу, насељеном месту на територији општине Неготин, припада Епархији Тимочкој Српске православне цркве и представља непокретно културно добро као споменик културе.

## Време градње
Црква брвнара се налази у центру села и посвећена је Вазнесењу Господњем. Спада у групу најстаријих цркава брвнара Тимочке Крајине. Подигнута је 1798. године што се може закључити на основу записа на самој цркви. Такође и запис на очуваном надгробном споменику у порти цркве на којем је уписана 1794. година доприноси тачности поменутог датовања настанка брвнаре.

## Архитектура цркве
По казивању мештана, црква је најпре била покривена сламом, да би након 1833. године црква била покривена ћерамидом. Своје прво звоно црква добија 1837. године.
Црква је једнобродна  и има апсиду на истоку, мале певничке просторе на северном и јужном зиду, као и трем на западу. Покривена је кровом на две воде, осим трема и олтарске апсиде која има засебан кровни покривач инкорпориран у кровну конструкцију. Црква има два портала на западној и северној страни. Грађена је од масивних греда, брвана. Унутрашњост храма подељен је на припрату, наос и олтар. Зидови су били облепљени блатом, а потом пресвучени кречним малтером. Изнад припрате се налази равна таваница од греда, док се изнад наоса и олтарског дела види дрвена конструкција крова. Под је поплочан и обновљен у 20. веку. У фрагментима постоје остаци најстаријих камених плоча, вероватно из времена оснивања цркве, којих највише има у трему.

## Иконостас
Иконостас цркве потиче из прве половине 19. века.  С обзиром на габарите ентеријера цркве иконостас је прилагођен и израђен у виду једноставне једнозонске преграде на којој је било места само за престони ред икона и крст са медаљонима изнад. Осим централних царских двери постоји и бочни улаз у проскомидију, због литургијских обреда. Тај улаз није затворен вратима.
Нарочито су вредне царске двери, рад зографа са почетка 19. века, које својим племенитим колоритом надмашују скоро све царске двери из овог периода у источној Србији. Неке од икона са румунским натписима, представљају значајна остварења непознатог румунског зографа. Сачувана плаштеница са представама јеванђелиста на угловима у елипсастим пољима и телом Христови“ према подацима из Музеја у Неготину представљају рад Ђуре Јакшића.
Поред историјских и ликовних, ова црква има и архитектонске вредности. Начињена је од дрвета са основом у облику крста, мањих је димензија, прилично ниска, мада није укопана у земљу и представља типичан сакрални хришћански објекат из времена турског ропства. Црква је поплочана опеком а таваница је у облику свода од шашовца. На улазном делу налази се надстрешница са четири дрвена стуба, а на северном зиду мања врата која се више не употребљавају. Са северне и јужне стране налазе се певнице, правоугаоне основе, а на источној страни је шестострана апсида. Црква је доста добро очувана.

## Ризница
У наосу цркве чувају се иконе Светог Николе, представа пророка Илије са Светим Димитријем, арханђела Михаила са Светим Димитријем, јеванђелиста Матеја, Марка, Луке и Јована, апостола Симона, Јакова, Томе, Павла, Андреје, Вартоломеја, Петра и Филипа. У наосу је и икона Вазнесења Христовог са сценама из Христовог живота, која је веома оштећена. Највећи број књига које се налазе у књижном фонду цркве у Брестовцу штампане су у московској Синодалној штампарији. У цркви се чува антиминс епископа тимочког Јевгенија из децембра 1867.

## Галерија
- Crkva brvnara u Brestovcu
- Brestovac Negotin Crkva brvnara zvonara
- Brestovac Negotin Crkva brvnara ulaz
- Brestovac Negotin Crkva brvnara
- Brestovac Negotin Crkva brvnara i spomenici